# ティーエルサービス
ティーエルサービス株式会社は、かつて存在したSBSホールディングスグループの企業。

## 本社所在地
- 東京都墨田区太平4丁目1番3号 オリナスタワー

## 沿革
- 昭和28年3月 相鉄商事株式会社として文京区後楽に本社をおき事業開始
- 昭和38年3月 相鉄配送株式会社に商号変更
- 昭和56年12月 本社所在地を目黒区青葉台に移転
- 平成15年1月 ティーエルサービス株式会社に商号変更
- 平成18年4月 本社を墨田区太平4丁目1番3号 オリナスタワーに移転
- 平成24年7月 ティーエルトランスポート株式会社（現・SBSトランスポート株式会社）に吸収合併。

## 事業所
- 東京都
- 本社 墨田区太平4-1-3  オリナスタワー